# Анафема (рассказ)
«Ана́фема» — рассказ А. И. Куприна о протодьяконе, который должен был торжественно объявить о предании церковью анафеме Льва Толстого, но поскольку прочитал ночью его «прелестную повесть», вместо этого провозгласил писателю «многие лета».
Опубликованный в 1913 году рассказ был запрещён цензурой, номер журнала с рассказом изъят и сожжён, фактически рассказ издан только в 1920 году.

## Сюжет
В ночь перед службой протодиакон по имени Олимпий, большой любитель почитать, засиделся допоздна читая повесть «Казаки» Льва Толстого, от которой он получил величайшее наслаждение: он «плакал и смеялся от восторга» и даже подумал, что лучше бы ему быть охотником, воином, рыболовом, пахарем, а вовсе не духовным лицом. Когда же на службе, стоя на амвоне, он, читая анафему, получил указание предать анафеме «болярина Льва Толстого», то невольно вспомнил прекрасную повесть, которую читал с умилением, и в ужасе спросил себя: «Боже мой, кого это я проклинаю?»… и вместо анафемы он провозглашает «болярину Льву многие ле-е-та» и гордо, с чувством высокого человеческого достоинства, уходит из церкви.

## История
Рассказ был закончен в январе 1913 года в Гатчине. Впервые был напечатан в журнале «Аргус» (№ 2) за 7 февраля 1913 года с иллюстрациями Василия Сварога.
Вскоре после выхода запрещён цензурой — тираж журнала по постановлению Петербургского окружного суда был сожжен. В том же году Куприн включил рассказ в десятый том Собрания сочинений выходящего в Москве, и по недосмотру московского цензора В. А. Истомина, не знавшего о постановлении Петербургского окружного суда, десятый том был издан, но вскоре конфискован по приказу московского градоначальника.
Второй раз рассказ был опубликован Куприным в 1920 году в сборнике «Звезда Соломона» в Гельсингфорсе и, как отметил автор в примечании, «этот рассказ появляется как бы впервые».
В России рассказ был опубликован впервые, видимо, только в 1959 году.
Вторая редакция рассказа подверглась автором незначительной стилистической правке и был изменён финал: если в первой редакции протодьякон Олимпий покидал храм, «спотыкаясь, беспомощный, точно уменьшившись в росте наполовину», то во второй это место было заменено на: «Он шёл, возвышаясь целой головой над народом, большой, величественный и печальный, и люди невольно, со странной боязнью, расступались перед ним, образуя широкую дорогу».
Обращение к личности Льва Толстого в этом рассказе не было первым для Куприна, как отметил литературовед А. А. Волков в тематическую связь с рассказом «Анафема» следует поставить очерк Куприна «О том, как я видел Толстого на пароходе „Св. Николай“», опубликованный в журнале «Современный мир» в ноябре 1908 года, где Куприн описывает свою встречу с Толстым в 1902 году.

## Основа
Поводом к написанию рассказа стал случай когда Куприн, будучи в гостях у протодьякона Гатчинского собора Амвросия, увидел у него том сочинений уже отлучённого от церкви Льва Толстого. Отмечается, что как и герой рассказа, прототдиакон Амвросий был знаменитым соборным басом, и сцена, происходящая в церкви, описана под впечатлением посещений гатчинского собора.

Я имел возможность довольно близко наблюдать, как создавался купринский рассказ «Анафема». В декабре 1912 года я приехал в Гатчину и поселился у художника-офортиста А. В. Манганари. Почти ежедневно приходил к нам Куприн. Незадолго до этого Александр Иванович познакомился с гатчинским соборным протодьяконом отцом Амвросием. Будучи в гостях у него, он заметил на комоде томик с рассказами Л. Н. Толстого. Воображение Куприна заиграло в другом направлении: он представил себе, как отец Амвросий по вечерам, заперев дверь на ключ, приглушенным басом читает «Казаков» Толстого, а протодьяконица вздрагивает при каждом шорохе и робко спрашивает: «А не богохульство ли это — читать книгу человека, преданного анафеме?» И вот — выпочковался рассказ. В январе 1913 года он был написан. Куприн явился к нам с рукописью.— Николай Вержбицкий
Известно, что повесть «Казаки» Льва Толстого, которую в рассказе читает герой, была одним из самых любимых произведений Куприна, в письме Ф. Д. Батюшкову в 1910 году он так отозвался о повести: «А я на днях опять (в 100-й раз) перечитал „Казаки“ Толстого и нахожу, что вот она, истинная красота, меткость, величие, юмор, пафос, сияние».
Подмечено, что в описании протодьякона использованы фразы «львиная грива» о его причёске, и он «сотрясал львиным ревом собор» — так герой ассоциативно связан с Львом Толстым.
Исследователями отмечается, что сюжет рассказа А. И. Куприна — вымысел, анафема Льву Толстому в действительности не была объявлена, была лишь публикация Определения Священного Синода об отречении писателя от церкви, при этом поимённый перечень проклинаемых был отменён ещё в 60-е годы XIX века.. При этом, как отметил историк литературы С. Ф. Дмитриенко:

Куприн даже в ошибках своих незауряден. По обряду во времена Льва Толстого именные проклятия с амвона не делались, историки религии давно указали на эту погрешность Куприна. Однако, литература живёт по своим законам, и во многом именно благодаря купринской «Анафеме» история отлучения Толстого от церкви и воспринимается «по Куприну» мифологизировано. Вместе с тем, даже при такой явной ошибке психологически рассказ «Анафема» безупречен, художественно выразителен.
Литературоведами замечено и высказано предположение о неслучайности совпадения имени гатчинского прототипа с именем харьковского архиепископа Амвросия, который 18 марта 1901 года в актовом зале Харьковской духовной семинарии произнёс речь «О делателях на жатве Божией» в которой, процитировав Определение Святого Синода, среди прочего о писателе сказал, что «среди опаснейших врагов Церкви первое место занимает Л. Н. Толстой», назвав его деятельность преступной.

## Критика
Британский литературовед Николас Лакер, специалист по русской литературе, лектор Ноттингемского университета, член Британской ассоциации славистов, дал такую характеристику рассказу:

Рассказ представляет собой тонкое сочетание юмора, иронии и простого описания, которое показывает многогранность Куприна в лучшем виде. Его смена тональности искусно доводит драму произведения до ликующего крещендо, когда Олимпий отказывается проклинать Толстого. Юмор в сцене, когда священник пробует голос сменяется торжество веры и категоричен проклятий. Но с того момента когда Олимпию приказывают предать анафеме Толстого, Куприн начинает вплетать в сознание своего героя отрывки из «Казаков» с приказом по службе в причудливую словесную дуэль, заканчивающуюся победой Толстого. Выход Олимпия из собора — это момент высшего величия.
Заключительные строки достигают симметрии, которую так любил Куприн, и в короткой сцене, уравновешивающей начало сказки, Олимпий сталкивается со своей безликой, ворчащей женой. Но наполненный силой самосознания которую дала ему повесть Толстого, он гневно бросает ей вызов, и впервые в жизни она робко замолкает, а её муж идет «безмерно огромная, тёмный и величественный, как памятник». Блестящая, компактная, тонко заряженная эмоциями «Анафема» — один из лучших рассказов Куприна.
Оригинальный текст (англ.)The tale is a subtle blend of humor, irony, and straightforward description that shows Kuprin's versatility at its best. His changes of key skillfully bring the drama of the work to a jubilant crescendo as Olympus refuses to execrate Tolstoy. The humor of the opening scene, when the priest tries his voice, gives way to the solemnity of the Creed and the categorical curses. But from the moment Olympus is asked to anathematize Tolstoy. Kuprin begins to interweave in his hero's mind passages from "The Cossacks" with the order of service, in a bizarre verbal duel ending with the victory of Tolstoy. Olympus's exit from the cathedral is a moment of supreme majesty. Removing his vestments and kissing his stole in farewell, he walks through the church, "towering head and shoulders above the people, ... and the congregation ... parted before him, forming a wide path" (V, 461-62). The closing lines achieve the symmetry of which Kuprin was so fond, as in a brief scene balancing the beginning of the tale, Olympus is confronted by his anonymous, nagging wife. But filled with the strength of self-awareness Tolstoy's tale has given him. he challenges her angrily and for the first time in her life she falls timidly silent, while her husband walks on, "immensely huge, dark, and majestic, like a monument" (V, 462). Polished, compact, subtly charged with emotion, "Anathema" is one of Kuprin's best tales.
— Nicholas J. L. Luker, из книги «Alexander Kuprin», 1978
Также и литературовед А. А. Волков отметил в рассказе «переходы от одной тональности к другой, которые характерны для ряда лучших рассказов Куприна. Начало окрашено в юмористические тона. За этой экспозиционной юмористически-бытовой картиной следуют уже совершенно иные сцены» и отнёс рассказ к лучшим рассказам писателя:

Среди лучших произведений Куприна «Анафема» является одной из крупнейших жемчужин. Рассказ написан как будто небрежно, крупными мазками. Однако в нём писательская техника Куприна предстает в самом отточенном, совершенном виде. Писателем создан крупный, живописный и оригинальный тип человека, стремящегося к правде. … Ненависть ко всему режиму, порождающему насилие, угнетение, уродство мещанского существования, с ещё большей остротой выражена в рассказе «Анафема». В рассказе показана «гнусная мерзость» церковных ханжей, отлучивших Л. Н. Толстого от церкви. В нём показано, как недосягаема светлая память великого художника для жалких покушений на неё со стороны инквизиторов XX века. Для решения той задачи, которую поставил в рассказе Куприн, — раскрытия духовного перелома, происходящего в человеке под влиянием творчества Толстого, — Куприну было необходимо создать художественно значительный, монументальный тип. А поэтому образ отца Олимпия написан был особенно тщательно и вместе с тем вдохновенно и «размашисто».
— А. А. Волков, литературовед, доктор филологических наук (1947)
Литературовед М. Г. Качурин отметил, что рассказ — полное любви, восторга и благодарности воспоминание о так любимом Куприным рассказе «Казаки» Льва Толстого:

Сам стиль рассказа напоминает «Казаков», и купринский герой — протодиакон отец Олимпий «стихийной душой», широтой и мощью натуры похож на толстовского дядю Ерошку, как, впрочем, и на самого Куприна. При очевидном различии по материалу и стилю, легендарная повесть и злободневный рассказ прочно связаны неиссякаемым авторским жизнелюбием, его верой в Библию как источник добра и света, радости и правды. Протодиакон выглядит в рассказе величественным, подобным подвижникам Евангелия, и не богохульствующим, но защищающим дух Священного писания от злобного начетничества и буквоедства. «Анафема» — отважное, гневное и насмешливое выступление против преследований Толстого светской и церковной властью.
— М. Г. Качурин,  литературовед, педагог, доктор педагогических наук (1976)
Александр Ткаченко отмечает неисторичность фабулы рассказа:

весь этот кошмар, приписываемый Куприным «узкому уму иноков первых веков христианства», является от начала и до конца его собственным вымыслом. И дело даже не в том, что ну никак не могло появиться в требнике семнадцатого века имя Емельяна Пугачёва, который родился и жил в восемнадцатом столетии. И не в том, что, начиная с 1869 года, анафематствование отдельных лиц в России было прекращено вовсе. Просто ни в одном из многочисленных печатных и рукописных чинов анафематствования, составленных Русской Православной Церковью за несколько веков, нет ничего даже отдалённо похожего на проклятья, которые Куприн извергает на Льва Николаевича от лица Церкви.
В 2017 году преподаватель Новосибирской духовной семинарии Е. Л. Сузрюкова критически разобрала рассказ, а том числе отметила, что «анафема в действительности не была объявлена, а сюжет рассказа А. И. Куприна — вымысел. Состоялась лишь публикация Послания Священного Синода». Характерезуя главного героя повести, она пишет: «не настоящей творческой и духовной жизнью Л. Н. Толстого восторгается Олимпий, а его прошлым, по отношению к которому отлучение от Церкви является немотивированным. <…> Олимпий не понимает, в чём суть неприятия Церковью воззрений Л. Н. Толстого, не понимает и сущности анафемы, её смысла в чине Торжества Православия. В результате дьякон, как и Л. Толстой, отпадает от Церкви, будучи уверенным в собственной правоте, не посоветовавшись ни с кем о своих сомнениях, не попытавшись осмыслить причины и цель решения церковных властей»

## Экранизация
- «Анафема» — советский короткометражный фильм 1960 года режиссёра Сергея Гиппиуса, в роли протодьякона Олимпия — Степан Крылов.